# Jan-Willem van Schip
Jan-Willem van Schip (Schalkwijk, 20 augustus 1994) is een Nederlands baan- en wegwielrenner.

## Carrière
In 2016 reed van Schip mee met de Nederlandse baanwielrenners bij de Olympische Spelen op de ploegachtervolging. Zijn team bleef steken in de kwalificaties toen ploeggenoot Joost van der Burg in de laatste ronde onderuit ging. Bij de wereldkampioenschappen baanwielrennen 2019 in Pruszków werd hij wereldkampioen op de puntenkoers.
Op de Olympische Spelen in Tokio in 2021 reed Van Schip onder andere op de madison met Yoeri Havik. De kans op een medaille was aanwezig, maar het duo werd uiteindelijk vijfde.
Van Schip en Havik wonnen op de Wereldkampioenschappen baanwielrennen 2023 verrassend goud op de koppelkoers. De strijd om de medailles werd pas beslist in de eindsprint.

## Baanwielrennen

### Palmares
| Jaar     | NK                                      | EK                        | WK                 | Overig                                                                                   |
| Junioren | Junioren                                | Junioren                  | Junioren           | Junioren                                                                                 |
| -------- | --------------------------------------- | ------------------------- | ------------------ | ---------------------------------------------------------------------------------------- |
| 2011     | ploegkoers scratch                      |                           |                    |                                                                                          |
| Elite    |                                         |                           |                    |                                                                                          |
| 2015     | scratch                                 |                           |                    |                                                                                          |
| 2016     |                                         |                           |                    |                                                                                          |
| 2017     | omnium · ploegkoers puntenkoers scratch |                           |                    | GP Prostějov: scratch, puntenkoers                                                       |
| 2018     | ploegkoers puntenkoers scratch          |                           | omnium puntenkoers | WB Minsk: puntenkoers, omnium                                                            |
| 2019     | 50km omnium · ploegkoers                | puntenkoers · koppelkoers | puntenkoers        | Europese Spelen: omnium, ploegkoers, puntenkoers · Öschelbronn: puntenkoers, koppelkoers |
| 2020     |                                         |                           | omnium             | WB Milton: omnium, koppelkoers                                                           |
| 2021     |                                         |                           |                    | Belgian Track Meeting: koppelkoers                                                       |
| 2022     |                                         |                           |                    |                                                                                          |
| 2023     | koppelkoers · afvalkoers                |                           | koppelkoers        |                                                                                          |

#### Zesdaagsen
| Nr. | Jaar | Zesdaagse van | Samen met   |
| --- | ---- | ------------- | ----------- |
| 1   | 2022 | Pordenone     | Yoeri Havik |
| 2   | 2023 | Rotterdam     | Yoeri Havik |

## Wegwielrennen

### Overwinningen
2016 - 3 zeges
Omloop Houtse Linies
1e etappe Ronde van Mersin
GP Marcel Kint
2017- 4 zeges
Ronde van Drenthe
3e etappe Ronde van Normandië
2e etappe An Post Rás
3e etappe Okolo Jižních Čech
2018 - 1 zege
Slag om Norg
2019 - 1 zege
1e etappe Ronde van België

### Resultaten in voornaamste wedstrijden
|      | \| Jaar \| Gent-Wevelgem \| Ronde van Vlaanderen \| E3 Harelbeke \| Scheldeprijs \| Parijs-Tours \| \| ---- \| ------------- \| -------------------- \| ------------ \| ------------ \| ------------ \| \| 2018 \| 12e \| 94e \| opgave \| 17e \| 57e \| \| 2019 \| opgave \| \| opgave \| \| \| \| 2021 \| \| \| \| 15e \| \| |                      |              |              |              |
| Jaar | Gent-Wevelgem | Ronde van Vlaanderen | E3 Harelbeke | Scheldeprijs | Parijs-Tours |
| 2018 | 12e | 94e                  | opgave       | 17e          | 57e          |
| 2019 | opgave |                      | opgave       |              |              |
| 2021 | |                      |              | 15e          |              |

## Ploegen
- 2014 –  KOGA Cycling Team
- 2015 –  Baby-Dump Cyclingteam
- 2016 –  Cyclingteam Join-S|De Rijke
- 2017 –  Delta Cycling Rotterdam
- 2018 –  Roompot-Nederlandse Loterij
- 2019 –  Roompot-Charles
- 2020 –  BEAT Cycling Club
- 2021 –  BEAT Cycling Club
- 2022 –  BEAT Cycling Club
- 2023 –  ABLOC CT
- 2024 –  Parkhotel Valkenburg
- 2025 –  Parkhotel Valkenburg

Boom · Bugter · Castelijns · Dielissen · Eefting · Hooghiemster · Hool · Kers · Richards · van Schip · Sweering · Timmermans · van de Vall · Dijkstra (stagiair)
Ariesen · Asselman · Budding · van Empel · Gerts · van Ginneken · van Goethem · de Greef · van der Hoorn · Ligthart · van der Lijke · Meijers · Reinders · Riesebeek · van Schip · Vermeltfoort · Weening · Wippert
Asselman · Boom · De Bie · De Witte · Duijn · M. Lammertink · Leysen · Livyns · Reinders · Riesebeek · Steels · Timmermans · Van Ginneken · Van der Lijke · Van Poppel · van Schip · Van Staeyen · Weening